# Robert J. White
Robert J. White (21 januari 1926 – 16 september 2010) was een Amerikaans chirurg, die vooral bekend was door zijn hoofdtransplantaties bij apen. Hij was veertig jaar lang docent neurochirurgie aan de Case Western Reserve University Medical School. White groeide op in Duluth (Minnesota), waar hij werd opgevoed door zijn moeder en zijn tante. Hij overleed op 84-jarige leeftijd.

## Onderzoek
In de jaren zeventig voerde White na een lange serie experimenten een transplantatie van een apenhoofd naar het lichaam van een andere aap uit. Deze operaties werden geoptimaliseerd totdat het getransplanteerde hoofd zonder twijfel op het nieuwe lichaam had kunnen leven. Het grote probleem met dit soort operaties is dat niemand weet hoe zenuwschade hersteld moet worden. Doordat het ruggenmerg doorgesneden wordt tijdens de operaties zijn de ontvangers vanaf de nek verlamd.
White was ook een pionier in de nu wijdverbreide ruggenmerg- en hersenkoelingstechnieken.